# Heterodrilus ursulae
Heterodrilus ursulae är en ringmaskart som beskrevs av Sjölin och Erséus 200. Heterodrilus ursulae ingår i släktet Heterodrilus och familjen glattmaskar. Inga underarter finns listade i Catalogue of Life.